# Bamma Vickers Lawson House
Das Bamma Vickers Lawson House ist ein historisches Haus (auch bekannt als Lawson House oder Parris Lawson House) in Sebastian im US-Bundesstaat Florida. Es liegt an der U.S. 1 auf Nummer 1133 und ist heute in Privatbesitz.
Das Haus wurde am 26. Juli 1990 in das National Register of Historic Places aufgenommen.

## Geschichte
Das Haus wurde um 1910 von Bamma Vickers Lawson als Bibliothek genutzt. Laut Überlieferungen war es die erste (nichtoffizielle) Bibliothek in der Gegend. Die Verleihung der Bücher erfolgte aus den Bücherregalen im Haus heraus an lokale Einrichtungen. Das Markenzeichen war die Darreichung von Kuchen und Limonade für die Leser. In der Folgezeit entwickelte sich die Idee von den Bibliotheken immer weiter. Mit der Eröffnung der North Indian River County Library im November 1990 wurde eine voll ausgestatteten Bibliothek geschaffen.